# Kiscsősz
Kiscsősz község Veszprém vármegyében, a Devecseri járásban.

## Fekvése
Celldömölktől délkeletre, Csögle és Iszkáz közt fekszik.

### Megközelítése
Központján, annak főutcájaként csak az Iszkáztól Csögle érintésével Külsővatig húzódó 8413-as út halad végig, ezen érhető el a két végponti település irányából. Közigazgatási határszéleit, délkeleti és északnyugati irányból érintik még a 8403-as, illetve a 8415-ös utak is, ezek azonban a lakott területeit messze elkerülik.
Vasútvonal nem érinti. A két legközelebbi vasúti csatlakozási lehetőség a Székesfehérvár–Szombathely-vasútvonal Karakószörcsök megállóhelye, vagy az előbbi vonal és a Boba–Bajánsenye-vasútvonal közös szakaszának Boba vasútállomása.

## Története
Nevét 1212-ben mint királyi birtokot Csősz alakban említették először az oklevelekben, királyi csőszök lakhelye volt. 1426-ban királyi adományaként a somlóvásárhelyi apácák tulajdonába került. A falu a török időkben először 1559-ben, majd 1596-ban is elpusztult. A 17. században az óbudai klarisszák birtokai közé tartozott, majd a 18. század végére kamarai birtok lett.
A falu lakossága nagyrészt szőlőművelésből él.

## Közélete

### Polgármesterei
- 1990–1994: Szabó Ferenc (független)[3]
- 1994–1998: Szabó Ferenc (független)[4]
- 1998–2002: Szabó Ferenc (független)[5]
- 2002–2006: Szabó Ferenc (független)[6]
- 2006–2010: Szabó Ferenc (független)[7]
- 2010–2014: Szabó Ferenc (független)[8]
- 2014–2019: Szabó Ferenc (független)[9]
- 2019–2024: Kovács Norbert (független)[10]
- 2024– : Kovács Norbert (független)[1]

## Népesség
A település népességének változása:
| Lakosok száma | 108  | 108  | 111  | 104  | 105  | 109  | 110  |
|               | 2013 | 2014 | 2015 | 2021 | 2022 | 2023 | 2024 |

A 2011-es népszámlálás során a lakosok 91,3%-a magyarnak, 1% németnek mondta magát (8,7% nem nyilatkozott; a kettős identitások miatt az végösszeg nagyobb lehet 100%-nál). A vallási megoszlás a következő volt: római katolikus 76%, református 2,9%, evangélikus 2,9%, felekezeten kívüli 2,9% (12,5% nem nyilatkozott).
2022-ben a lakosság 92,4%-a vallotta magát magyarnak, 1% németnek (7,6% nem nyilatkozott; a kettős identitások miatt a végösszeg nagyobb lehet 100%-nál). Vallásuk szerint 71,4% volt római katolikus, 4,8% református, 2,9% evangélikus, 1,9% egyéb katolikus, 14,3% felekezeten kívüli (19% nem válaszolt).

## Nevezetességei
Szent Imre templom.